# 뉴아일랜드주

뉴아일랜드주의 깃발

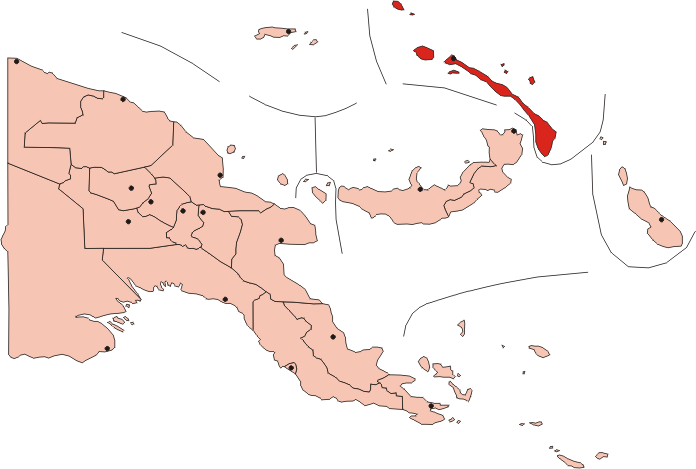
뉴아일랜드주

뉴아일랜드주(New Ireland)는 파푸아뉴기니 최북동단에 위치한 주로 과거에는 독일어 이름인 노이메클렌부르크(Neu-Mecklenburg)로 알려져 있었다. 주도는 카비엥이며 면적은 9,600km2, 인구는 118,350명(2000년 기준)이다. 가장 큰 섬은 뉴아일랜드섬(면적 7,404km2)이다.

## 역사
지난 40,000년 동안 뉴아일랜드는 총 세 차례에 걸친 인구 이동이 있었으며 라피타 도기 문화는 3,300년 전의 것으로 생각된다. 중국과 동남아시아와의 교류는 오랫동안 계속된 것으로 추정되지만 증거는 그리 많지 않다.
유럽인으로서는 1616년 네덜란드 탐험가들이 최초로 섬에 도달했다. 유럽인들은 처음에 이 섬과 뉴브리튼섬이 연결되어 있는 것으로 생각했으나 영국의 탐험가 필립 카터레트가 1767년 두 섬이 물리적으로 떨어져 있음을 발견하고 노바히베르니아(Nova Hibernia)라고 명명했다.
1877년 이전까지는 선교사들의 방문이 없었으며 1886년 독일 제국에 의해 다른 파푸아뉴기니 북부와 함께 식민화되어 노이메클렌부르크로 명명되었다. 1914년 제1차 세계 대전에 참전한 오스트레일리아가 이 섬을 점령하고 뉴아일랜드로 변경하게 된다. 1921년 국제 연맹에 의해 결정된 오스트레일리아 신탁통치령 뉴기니의 일부가 되었다.
제2차 세계 대전 동안 뉴아일랜드는 1941년부터 1945년까지 일본 제국에 의해 점령되었지만 종전과 함께 다시 오스트레일리아의 지배를 받았고 1975년 파푸아뉴기니가 독립하면서 파푸아뉴기니의 영토가 된다.